# Lachnum hyalopus
Lachnum hyalopus är en svampart som först beskrevs av Cooke & Massee, och fick sitt nu gällande namn av Spooner 1987. Lachnum hyalopus ingår i släktet Lachnum och familjen Hyaloscyphaceae.   Inga underarter finns listade i Catalogue of Life.